# Park kultury a oddechu (Bratislava)

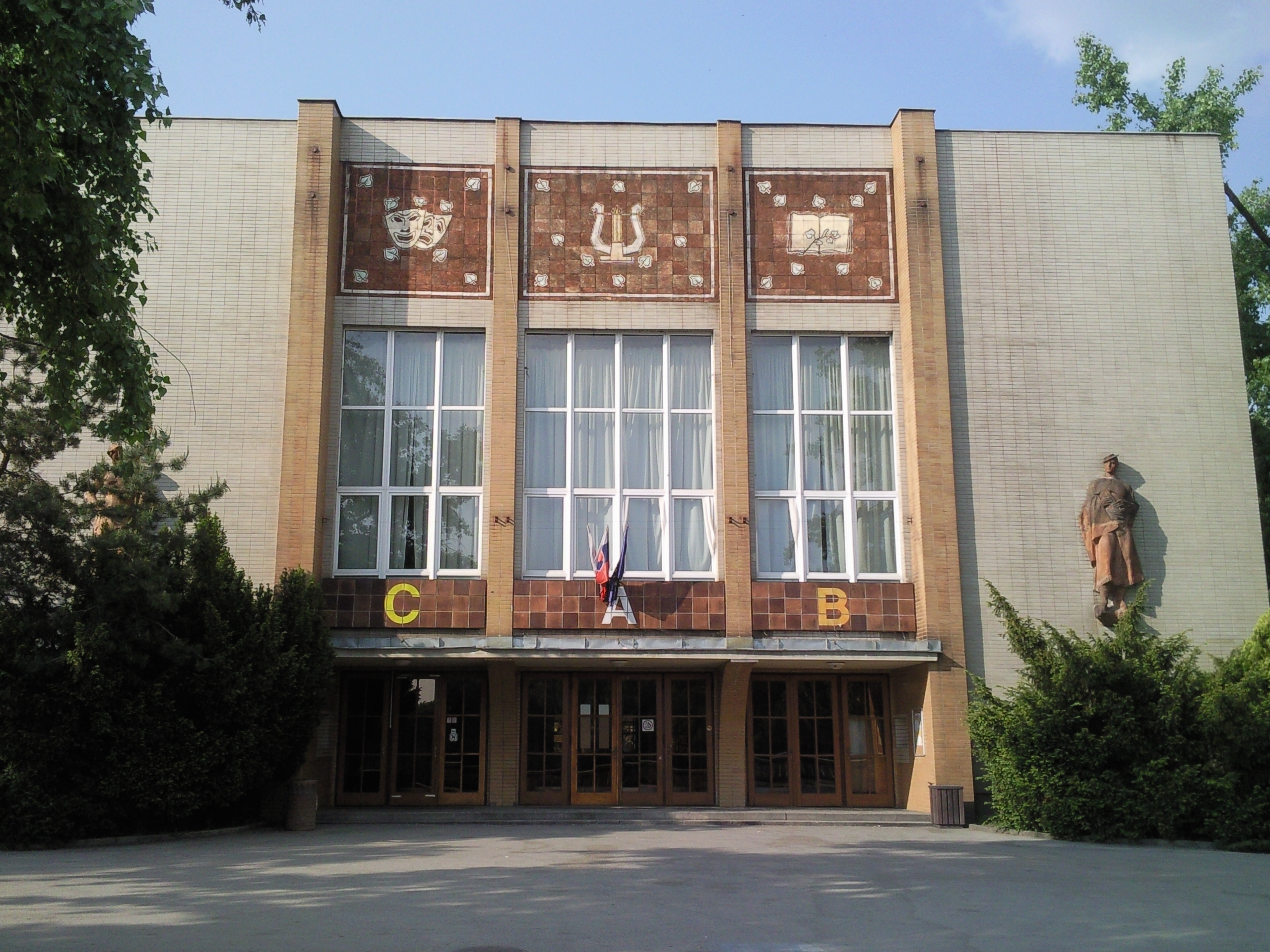
Hlavní budova PKO

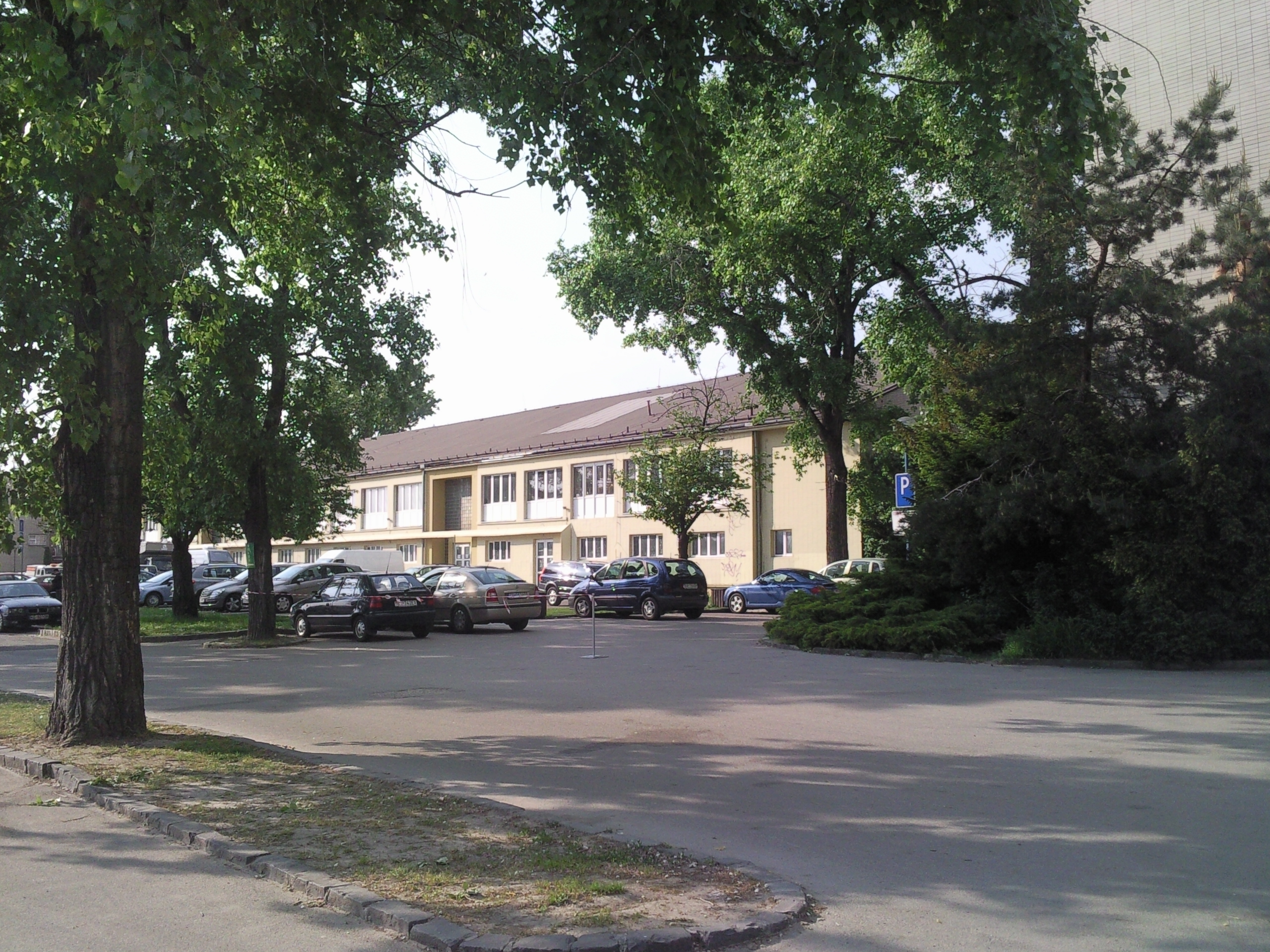
Vedlejší budova PKO

Park kultury a oddechu (PKO, slovensky Park kultúry a oddychu) bylo kulturní zařízení v Bratislavě nacházející se na nábřeží Dunaje v městské části Staré Město. Konaly se zde pravidelné kulturní a společenské akce - například koncerty, výstavy a veletrhy. Jednalo se o jeden z československých parků kultury a oddechu.

## Architektura a provoz
V objektu sa nachází obraz Dožinky akademického malíře Františka Gajdoše. Na průčelí byly umístěny sochy, které vytvořil akademický sochař Tibor Bártfay.
Součástí PKO je i astronomický úsek, kde se pravidelně konají astronomické přednášky a pozorování noční oblohy. Toto zařízení je jediné svého druhu v Bratislavě, protože v Bratislavě se nenachází žádná astronomická observatoř ani planetárium.

## Kauza PKO
V roce 2005 bratislavské městské zastupitelstvo na základě doporučení magistrátu (primátor: Andrej Ďurkovský) prodalo pozemky pod budovou PKO firmě Henbury Development bez veřejné soutěže a veřejné diskuse
Cresco Group v roce 2006 obdržela demoliční výměr na budovu. Proti zbourání areálu vznikla petice, kterou podepsaly i známé osobnosti z oblasti slovenské kultury.
V okolí PKO probíhá výstavba komplexu River Park a je plánována i výstavba komplexu River Side, přičemž PKO bude s největší pravděpodobností zcela zrušeno nebo velmi omezeno, přičemž mnohé zde pořádané akce nebude možné uskutečňovat jinde, protože v Bratislavě na to momentálně neexistují vhodné prostory ani podmínky. Jako jedna z náhrad PKO bude sloužit komplex s názvem Auditórium a Sklad č. 7 v komplexu Eurovea na nábřeží Dunaje.
Budovy PKO začal developer bourat 29. prosince 2015.